# Goodyera
Goodyera es un género de orquídeas Orchidaceae. Tiene 105 especies. El género fue nombrado en honor del botánico John Goodyer. Las orquídeas de este género crecen en ambientes que van desde valles alpinos en Escandinavia a la laurisilva de la Macaronesia y para América del Norte en los bosques coníferos. 
Crece de rizomas y rosetas  y es perenne como le caracteriza al género. Goodyera está estrechamente relacionado con el género Spiranthes.
Las flores de  Goodyera  se caracterizan por un saco nectario de los labios con un pico en forma de vértice. Sépalos y pétalos conviven sobre la columna. 

## Especies deGoodyera
- Goodyera afzelii  Schltr. (1918)
- Goodyera alveolata  Pradhan (1979)
- Goodyera amoena  Schltr. (1911)
- Goodyera angustifolia  Schltr. (1905)
- Goodyera augustinii  Tuyama (1938)
- Goodyera beccarii  Schltr. (1910)
- Goodyera bifida  (Blume) Blume (1858)
- Goodyera biflora  (Lindl.) Hook.f. (1890)
- Goodyera bilamellata  Hayata (1914)
- Goodyera bomiensis  K.Y.Lang (1978)
- Goodyera boninensis  Nakai (1923)
- Goodyera brachystegia  Hand.-Mazz. (1936)
- Goodyera bracteata  Thouars (1822)
- Goodyera bradeorum  Schltr. (1923)
- Goodyera chinensis  Schltr. (1919)
- Goodyera clausa  (A.A.Eaton ex Ames) Schltr. (1911)
- Goodyera colorata  (Blume) Blume (1858)
- Goodyera condensata  Ormerod & J.J.Wood (2001)
- Goodyera crocodiliceps  Ormerod (1996)
- Goodyera daibuzanensis  Yamam. (1932)
- Goodyera denticulata  J.J.Sm. (1934)
- Goodyera dolabripetala  (Ames) Schltr. (1908)
- Goodyera dongchenii  Lucksom (1993)
- Goodyera elmeri  (Ames) Ames (1938)
- Goodyera erosa  (Ames & C.Schweinf.) Ames (1934)
- Goodyera erythrodoides  Schltr. (1911)
- Goodyera fimbrilabia  Ormerod (2006)
- Goodyera flaccida  Schltr. (1924)
- Goodyera foliosa  (Lindl.) Benth. ex Hook.f. (1890)
- Goodyera fumata  Thwaites (1861)
- Goodyera fusca  (Lindl.) Hook.f. (1890)
- Goodyera gemmata  J.J.Sm. (1909)
- Goodyera gibbsiae  J.J.Sm. (1922)
- Goodyera goudotii  Ormerod & Cavestro (2006)
- Goodyera hachijoensis  Yatabe (1891)
- Goodyera hemsleyana  King & Pantl. (1895)
- Goodyera henryi  Rolfe (1896)
- Goodyera hispaniolae  Dod (1986)
- Goodyera hispida  Lindl. (1857)
- Goodyera humicola  (Schltr.) Schltr. (1924)
- Goodyera inmeghema  Ormerod (1996)
- Goodyera kwangtungensis  C.L.Tso (1933)
- Goodyera lamprotaenia  Schltr. (1911)
- Goodyera lanceolata  Ridl. (1870)
- Goodyera luzonensis  Ames (1915)
- Goodyera macrophylla  Lowe (1831)
- Goodyera major  Ames & Correll (1942)
- Goodyera maurevertii  Blume (1858)
- Goodyera maximowicziana  Makino (1909)
- Goodyera micrantha  Schltr. (1923)
- Goodyera modesta  Schltr. (1923)
- Goodyera myanmarica  Ormerod & Sath.Kumar (2006)
- Goodyera nankoensis  Fukuy. (1934)
- Goodyera novembrilis  (Rchb.f.) Ormerod (1996)
- Goodyera oblongifolia  Raf. (1833)
- Goodyera ovatilabia  Schltr. (1923)
- Goodyera pauciflora  Schltr. (1913)
- Goodyera pendula  Maxim. (1888)
- Goodyera perrieri  (Schltr.) Schltr. (1924)
- Goodyera polyphylla  Ormerod (2006)
- Goodyera porphyrophylla  Schltr. (1921)
- Goodyera procera  (Ker Gawl.) Hook. (1823)
- Goodyera pubescens  (Willd.) R.Br. (1813)
- Goodyera purpusii  Ormerod (2006)
- Goodyera pusilla  Blume (1858)
- Goodyera ramosii  Ames  1914)
- Goodyera recurva  Lindl. (1857)
- Goodyera repens  (L.) R.Br. (1813)  - especie tipo -
- Goodyera reticulata  (Blume) Blume (1858)
- Goodyera rhombodoides  Aver. (2007)
- Goodyera robusta  Hook.f. (1890)
- Goodyera rosea  (H.Perrier) Ormerod (2006)
- Goodyera rostellata  Ames & C.Schweinf. (1920)
- Goodyera rostrata  Ridl. (1908)
- Goodyera rosulacea  Y.N.Lee (2004)
- Goodyera rubicunda  (Blume) Lindl. (1839)
- Goodyera ruttenii  J.J.Sm. (1928)
- Goodyera schlechtendaliana  Rchb.f. (1850)
- Goodyera scripta  (Rchb.f.) Schltr. (1906)
- Goodyera sechellarum  (S.Moore) Ormerod (2002)
- Goodyera seikomontana  Yamam. (1932)
- Goodyera serpens  Schltr. (1924)
- Goodyera shixingensis  K.Y.Lang (1996)
- Goodyera sonoharae  Fukuy. (1942)
- Goodyera stelidifera  Ormerod (2004)
- Goodyera stenopetala  Schltr. (1911)
- Goodyera striata  Rchb.f. (1845)
- Goodyera sumbawana  Ormerod (2005)
- Goodyera taitensis  Blume (1858)
- Goodyera tesselata  Lodd. (1824)
- Goodyera thailandica  Seidenf. (1969)
- Goodyera turialbae  Schltr. (1923)
- Goodyera ustulata  Carr (1935)
- Goodyera velutina  Maxim. ex Regel (1867)
- Goodyera venusta  Schltr. (1911)
- Goodyera viridiflora  (Blume) Blume (1858)
- Goodyera vitiensis  (L.O.Williams) Kores (1989)
- Goodyera vittata  Benth. ex Hook.f. (1890)
- Goodyera werneri  Schltr. (1921)
- Goodyera wolongensis  K.Y.Lang (1984)
- Goodyera wuana  Tang & F.T.Wang (1951)
- Goodyera yamiana  Fukuy. (1936)
- Goodyera youngsayei  S.Y.Hu & Barretto (1976)
- Goodyera yunnanensis  Schltr. (1919)
- Goodyera zacuapanensis  Ormerod (2006)

## Sinonimia
| - Epipactis (1754), nom. rejic. - Tussaca Raf. (1814). - Gonogona Link (1822). - Eucosia Blume (1825). - Cionisaccus Breda (1827). - Georchis Lindl. (1833). - Geobina Raf. (1838). - Cordylestylis Falc. (1842). | - Leucostachys Hoffmanns. (1842). - Salacistis Rchb.f. (1857). - Elasmatium Dulac (1867). - Orchiodes Trew ex Kuntze (1891). - Peramium Salisb. ex Coult. (1894). - Vieillardorchis Kraenzl. (1928). - Allochilus Gagnep. (1932). - Bathiorchis Bosser & P.J.Cribb (2003). |